# Tonelagem de arqueação bruta
A tonelagem de arqueação bruta (TAB ou GRT, em inglês gross register tonnage) representa o volume interior total de uma embarcação, expresso em toneladas de arqueação. A TAB também é referida como "tonelagem bruta" ou como "arqueação bruta", termo que pode causar confusão com a nova arqueação bruta estabelecida pela ICTM 1969. Por outro lado, a TAB é também ocasionalmente referida pelos termos "tonelagem bruta de registro" ou "arqueação bruta de registro" resultantes da tradução literal da designação em inglês "gross register tonnage".
A TAB é medida em toneladas de arqueação (100 pés cúbicos = 2,83 m³), cujo volume, se cheio de água, iria pesar 2800 quilogramas ou seja 2,8 toneladas métricas de massa.
O cálculo da TAB é bastante complexo. Assim, o porão de um navio pode destinar-se ao transporte de carga a granel (caso em que todo o seu volume irá ser ocupado com carga, sendo o seu espaço totalmente considerado na medição) ou estar destinado ao transporte de carga em fardos (caso em que existiriam espaços mortos não utilizáveis, não podendo assim ser considerado todo o seu volume).
De acordo com a ICTM 1969, a TAB foi substituída oficialmente pela AB, apesar de continuar a ser frequente o seu uso.